# Leptogaster guttiventris
Leptogaster guttiventris är en tvåvingeart som beskrevs av Zetterstedt 1842. Leptogaster guttiventris ingår i släktet Leptogaster och familjen rovflugor. Enligt den finländska rödlistan är arten nära hotad i Finland. Arten är reproducerande i Sverige. Artens livsmiljö är torra och karga åsmoar. Inga underarter finns listade i Catalogue of Life.